# (48300) Kronk
(48300) Kronk (2002 LG35) – planetoida z pasa głównego asteroid okrążająca Słońce w ciągu 5,19 lat w średniej odległości 3 j.a. Odkryta 11 czerwca 2002 roku.